# San Víctor (República Dominicana)

[https://ayuntamientosanvictor.gob.do/wp-content/uploads/2024/07/26abril-1.jpg Escudo de San Victor

San Víctor es un municipio de la República Dominicana, que está situado en la provincia de Espaillat.

## Historia
Fue creado el 23 de mayo de 2013 a partir del distrito municipal de su mismo nombre, que formaba parte del municipio de Moca.
Los primeros habitantes emigraron a este Municipio a mediados del siglo XIX. Su nombre San Víctor es rumorado que se originó cuando un joven Italiano llegó aquí y dijo que le recordaba a la Región de VICTORINO, donde el Santo San Víctor es venerado allí.
Este pujante Municipio enclavado en la Cordillera Septentrional, con un territorio aproximado de 97,35 kilómetros cuadrados y con más de 21 009,00 habitantes según datos registrados en la Oficina Nacional de Estadísticas (ONE) de Censo de Población y vivienda del año 2010.
Limita al Norte con el Municipio de Jamao, al Sur con la sección de Paso de Moca y el Distrito Municipal de la Reyna, al Este con el Distrito Municipal de Juan López y al Oeste con el Distrito Municipal de Canca la Piedra, Tamboril y la Comunidad de Arroyo del Toro Puerto Plata.
Esta sección fue elevada a distrito municipal por el Congreso Nacional y promulgada por el Poder Ejecutivo el 13 de enero del año 1988 mediante la Ley No. 5-88.
Su primer Director fue el Profesor Leonardo Estrella Guzmán 1990-1994, el Lic. Vicente Odalis Hernández 1994-1996, el Sr. Roque Rosario 1996-2002, Sr. Francisco Mercedes (Morao) 2002-2004, el Sr. Arnardo Marcelino ocho meses desde el 16 de agosto de 2004 hasta abril de 2005 Ing. Héctor Lora (papi)2005-2006 un año y cuatro meses, Profesor Leonardo Estrella Guzmán 2006-2010 Ramón Antonio Almanzar (Blanco) 2010-2016 y Leonardo Estrella Guzmán, alcalde actual.
Luego San Víctor ha experimentado un claro desarrollo en todas sus actividades lo cual permite su elevación de categoría de distrito a municipio mediante la Ley No. 85-13 que entró en vigencia a partir del 2 de enero del Año 2016.
El Municipio está integrado por siete secciones con sus respectivos parajes:
1. Sección El Caimito, con sus parajes: El Catey, Los 21, El Sitio, La Cumbre, Loma Picada y La Puente.
2. Sección Altos Los Pozos (La Villa Cafetalera) con sus parajes: La Cabirma y el Cupey.
3. Sección puesto grande con sus parajes: Moquita, La Joya, La Vigía, y el Limón.
4. Sección Los Amacelles con sus parajes: La Cangrejera, Guayabillo, Caquita y Colorado.
5. Sección de Ceiba de Madera con sus parajes: La Flores y La Lomita
6. Sección Cuero Duro con sus parajes: Las Amapolas, El Rincón y Los Rosario;
7. San Víctor arriba.

San Víctor como cabecera.
Área Comercial:
Alrededor de más de cuatro supermercados, una plaza comercial, además de tres envasadoras de gas y dos estaciones de expendio de combustible.  Contamos también con algunas reconocidas empresas entre ellas, Endy Agroindustrial, Agroindustrial Fabelo, procesadora de Tabacos San Víctor, Envasadora de Alcaparrado Igloo, un bulevar, tres ferreterías, Suplí eléctricos Pedro Sánchez, Plomería San Víctor y tenemos disponibles tres farmacias.
Área Educativa:
En el sector educativo contamos con el Distrito Educativo 06-09 San Víctor y en el área pública y privadas tenemos veinticinco Centros Educativos, entre Escuelas, Liceos y Colegios, además de un Centro Tecnológico Comunitario (CTC) y cuatro Centros Comunitarios de Informática (CCI), con una población estudiantil aproximadamente de 5000 estudiantes.
Área de Salud y Orden Público:
Tenemos cinco centros de Salud Primaria, tres Centros Odontológicos. En orden público un destacamento de Policía y un Puesto de Vigilancia del Ejército Nacional ubicado en el Caimito Puesto Grande, Defensa Civil, La Cruz Roja Dominicana, y La Guardia Comunitaria.